# John Erskine, Lord Erskine

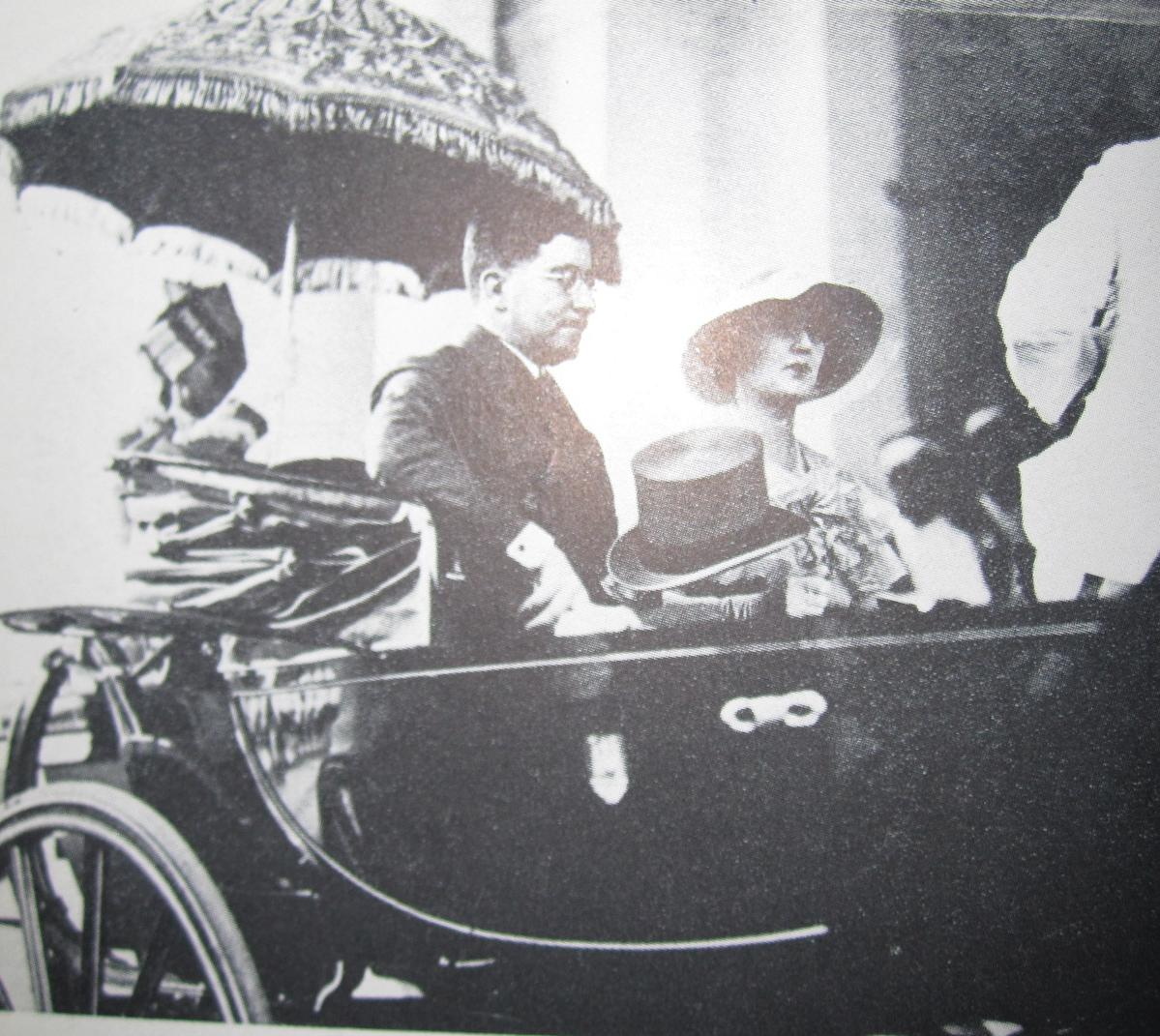
Lord Erskine, mit seiner Gattin Marjorie, in Madras

John Francis Ashley Erskine, Lord Erskine, GCSI, GCIE (* 12. April 1895; † 3. Mai 1953 in Ickworth, Suffolk) war ein britischer Politiker und Kolonialadministrator in Britisch-Indien.

## Leben
Er war der ältere Sohn des Walter Erskine, 12. Earl of Mar (1865–1955), aus dessen Ehe mit Lady Susan Violet Ashley-Cooper (1868–1938), Tochter des Anthony Ashley-Cooper, 8. Earl of Shaftesbury. Als Heir apparent seines Vaters führte er seit Geburt den Höflichkeitstitel Lord Erskine.
Erskine besuchte das Eton College und studierte am Christ Church College der Universität Oxford. Nach dem Studium trat er im Februar 1914 als Second Lieutenant der 3. Batallions der Argyll and Sutherland Highlanders (Princess Louise’s) in die British Army ein. im Januar 1915 wurde er zum Lieutenant befördert, wechselte im Februar 1915 als Second Lieutenant zu den Scots Guards und stieg im Mai 1915 auch dort zum Lieutenant auf. Er kämpfte im Ersten Weltkrieg und wurde ab Februar 1916 als Aide-de-camp im Stabsdienst eingesetzt. Am 21. Januar 1920 schied er im Rang eines Lieutenant der Scots Guards aus dem aktiven Armeedienst aus.
Er war Mitglied der Conservative and Unionist Party und wurde 1920 Assistant Private Secretary des Marineministers (Erster Lord der Admiralität) Walter Long, 1. Viscount Long. Bei den Parlamentswahlen im November 1922 wurde er als Abgeordneter für Weston-super-Mare ins britische House of Commons gewählt, das er bis Juni 1934 vertrat, mit Ausnahme einiger Monate im Jahr 1924, als der Kandidat Liberal Party den Sitz erhielt. Er diente zudem als Parliamentary Private Secretary für Sir William Joynson-Hicks, 1. Baronet als dieser 1923 Postminister (Postmaster-General) und von 1924 bis 1929 Innenminister (Home Secretary) war. 1932 war er Whip der Nationalregierung.
Erskine hatte großes Interesse an den Angelegenheiten des Britischen Weltreiches und verfolgte besonders aufmerksam die Rundtischkonferenzen von 1930 bis 1933, die schließlich zum Government of India Act 1935 führten. Bevor dieser jedoch verabschiedet wurde, wurde er am 8. Oktober 1934 zum Gouverneur von Madras ernannt. Nach seiner Ankunft in Indien trat er das Amt am 15. November 1934 an. Als er sich zwischen Juni 1936 und Oktober 1936 für eine Reise in die Heimat zeitweise beurlauben ließ, übernahm Sir Kurma Venkata kommissarisch seine Vertretung als Gouverneur. Madras gehörte zu den wenigen Provinzen, in denen die zuvor verfolgte Verfassungsreform des Government of India Act 1919 erfolgreich war – eine lokale „Gerechtigkeitspartei“ war entstanden, um für die Reformen mit der britischen Regierung zusammenzuarbeiten und die nationalistische Kongresspartei in Schach zu halten. Erskine erwartete zuversichtlich, dass dasselbe passieren würde, nachdem nach dem neuen Gesetz 1937 erstmals gewählt wurde. Doch er wurde bitter enttäuscht: Die Kongresspartei kam mit der größten Mehrheit in ganz Indien an die Macht. Dies versprach Erskine zunächst ernsthafte Schwierigkeiten. Der Kongress von Madras  wurde von Chakravarti Rajagopalachari geleitet, einem der wichtigsten Stellvertreter Mahatma Gandhis. Allerdings erwiesen sich Erskines politische Fähigkeiten als verfeinert, und das Kongressministerium von 1937 bis 1939 kooperierte mit den britischen Behörden in einem Ausmaß, das zunächst nicht erwartet worden war. Madras genoss zwei Jahre einer relativ stabilen Regierung. Nichtsdestotrotz kam es mit Ausbruch des Zweiten Weltkriegs zur Auflösung: Im Oktober 1939 musste Erskine gemäß Abschnitt 93 des Government of India Act 1935 den Notstand erklären, die Legislaturperiode suspendieren und die direkte Herrschaft durch die britische Exekutive verhängen, da sich der Kongress aus Protest gegen die Beteiligung Indiens am Krieg aus dem Amt zurückzog.
Erskine wurde am 12. März 1940 als Gouverneur abgelöst und kehrte nach Großbritannien zurück. Bei einer Nachwahl wurde er am 9. Mai 1940 als Abgeordneter für Brighton in Sussex erneut ins House of Commons gewählt. Er wollte unbedingt in der Kriegsregierung dienen, wurde aber enttäuscht. Er vertrat einen Flügel der Conservative Party, der seit langem im Widerspruch zum inzwischen aufgestiegenen Winston Churchill stand, der sich gegen den Government of India Act 1935 ausgesprochen hatte. Im November 1941 legte Erskine sein Mandat nieder und zog sich auf sein Anwesen Ickworth House in der Nähe von Bury St. Edmunds in Suffolk zurück, wo er vor allem während des Zweiten Weltkriegs in lokalen Angelegenheiten aktiv war. Doch sein Gesundheitszustand verschlechterte sich zunehmend und nach einer schweren Operation starb er am 3. Mai 1953 im Alter von 58 Jahren in Ickworth. Erskine verstand sich immer als Konservativer in der liberalen Tradition und stand in seiner Generation vielleicht Rab Butler am nächsten, der den Government of India Act 1935 entworfen hatte. Dies bedeutete, dass sein politisches Schicksal unter Churchills Führung in den Hintergrund geriet und er starb, bevor seine politische Haltung wieder Einfluss erlangte.
Da er vor seinem Vater verstarb, erbte nicht er, sondern sein ältester Sohn John 1955 dessen Adelstitel als 13. Earl of Mar und 15. Earl of Kellie.

## Ehe und Nachkommen
Am 2. Dezember 1919 heiratete er Lady Marjorie Hervey (1898–1967), die ältere Tochter und Coerbin des Frederick Hervey, 4. Marquess of Bristol. Mit ihr hatte er vier Söhne:
- John Francis Hervey Erskine, 13. Earl of Mar (1921–1993), ⚭ 1948 Pansy Constance Thorne;
- Hon. Alistair Robert Hervy Erskine (1923–1945), fiel als Lieutenant der Scots Guards in Deutschland;
- Hon. David Hervey Erskine (1924–2004), ⚭ (1) 1953 Jean Violet Douglas, ⚭ (2) 1985 Caroline Mary Lascelles;
- Hon. Robert William Hervey Erskine (* 1930), ⚭ (1) 1955–1964 Jennifer Shirley Wood, ⚭ (2) Anne-Marie Lattès.

## Orden und Ehrenzeichen
- 1934: Knight Grand Commander des Order of the Indian Empire (GCIE)
- 1940: Knight Grand Commander des Order of the Star of India (GCSI)